# Русањ
Русањ је насељено мјесто у општини Ново Горажде, Република Српска, БиХ. Према попису становништва из 2013. у насељу је живјело 19 становника.

## Становништво
| Националност       | 2013. | 1991. | 1981. | 1971. | 1961. |
| Срби               | 19    | 36    | 35    | 39    | 51    |
| остали и непознато |       |       |       |       |       |
| Укупно             | 19    | 36    | 35    | 39    | 51    |

| Демографија | Демографија | Демографија |
| Година      | Становника  | Становника  |
| ----------- | ----------- | ----------- |
| 1961.       | 51          |             |
| 1971.       | 39          |             |
| 1981.       | 35          |             |
| 1991.       | 36          |             |
| 2013.       | 19          |             |